# 村上まどか
村上 まどか（むらかみ まどか、11月28日 - ）は、日本の女性声優。兵庫県出身。プロダクション・エース（預かり）に所属していた。プロダクション・エース演技研究所出身。

## 出演

### テレビアニメ
2011年
- R-15（円修律）

2012年
- えびてん 公立海老栖川高校天悶部（生徒会2）

2013年
- 生徒会の一存 Lv.2（吹奏楽部員）

2022年
- シルバニアファミリー シリーズ（2022年 - 2023年、ラルフ・ウォルナット、ジェームズ、シャンテール、グロリア、レジー） - 2シリーズ

### ゲーム
- R-15 ぽーたぶる（2011年、円修律）
- 夕暮れ叙事詩（2017年、高月秋乃）

### 歌
R-15 OPテーマ
- 「マジヤバもーそうLOVE♥」
  - 作詞 - 仲智唯
  - 作曲・編曲 - 野中"まさ"雄一
  - 歌 - R-15♡（合田彩、福原由莉奈、柏山奈々美、小松真奈、積田かよ子、村上まどか、村井理沙子、月宮みどり）
- 「マジヤバもーそう乙」
  - 作詞 - 仲智唯
  - 作曲・編曲 - 野中"まさ"雄一
  - 歌 - R-15乙（合田彩、福原由莉奈、柏山奈々美、小松真奈、積田かよ子、村上まどか、村井理沙子、月宮みどり、長島☆自演乙☆雄一郎）

R-15 EDテーマ
- 「HIRAMEKI!ピース(≧▽≦)v」
  - 作詞 - 仲智唯
  - 作曲・編曲 - 野中"まさ"雄一
  - 歌 - R-15♡（合田彩、福原由莉奈、柏山奈々美、小松真奈、積田かよ子、村上まどか、村井理沙子、月宮みどり）
- 「HIRAMEKI!乙」
  - 作詞 - 仲智唯
  - 作曲・編曲 - 野中"まさ"雄一
  - 歌 - R-15乙（合田彩、福原由莉奈、柏山奈々美、小松真奈、積田かよ子、村上まどか、村井理沙子、月宮みどり、長島☆自演乙☆雄一郎）

### イベント
- アニ★ゆめ セカンドシーズン
  - アニ☆ゆめ♡R-15

### シリーズ一覧
1. ↑  『フレアのハッピーダイアリー』（2022年）、『フレアのゴー・フォー・ドリーム!』（2023年）